# Paulo Cezar de Sousa Martins
Paulo Cezar de Sousa Martins (Campo Maior, 1º de janeiro de 1971) é um empresário e político brasileiro, ex-prefeito de Campo Maior.

## Biografia
Filho de Joaquim de Sousa Martins e Odália Soares Martins. Começou a trabalhar como auxiliar de mercearia depois foi vendedor, representante comercial e microempresário, experiência que o fez presidente da Associação Comercial de Campo Maior (2002-2006).
Em 2003 filiou-se ao PT e disputou a prefeitura de Campo Maior em 2004 e 2008 sofrendo derrotas para Joãozinho Félix (PPS). Eleito suplente de deputado estadual em 2006 foi efetivado com a ida de Olavo Rebelo para o Tribunal de Contas do Estado do Piauí, reelegendo-se em 2010.

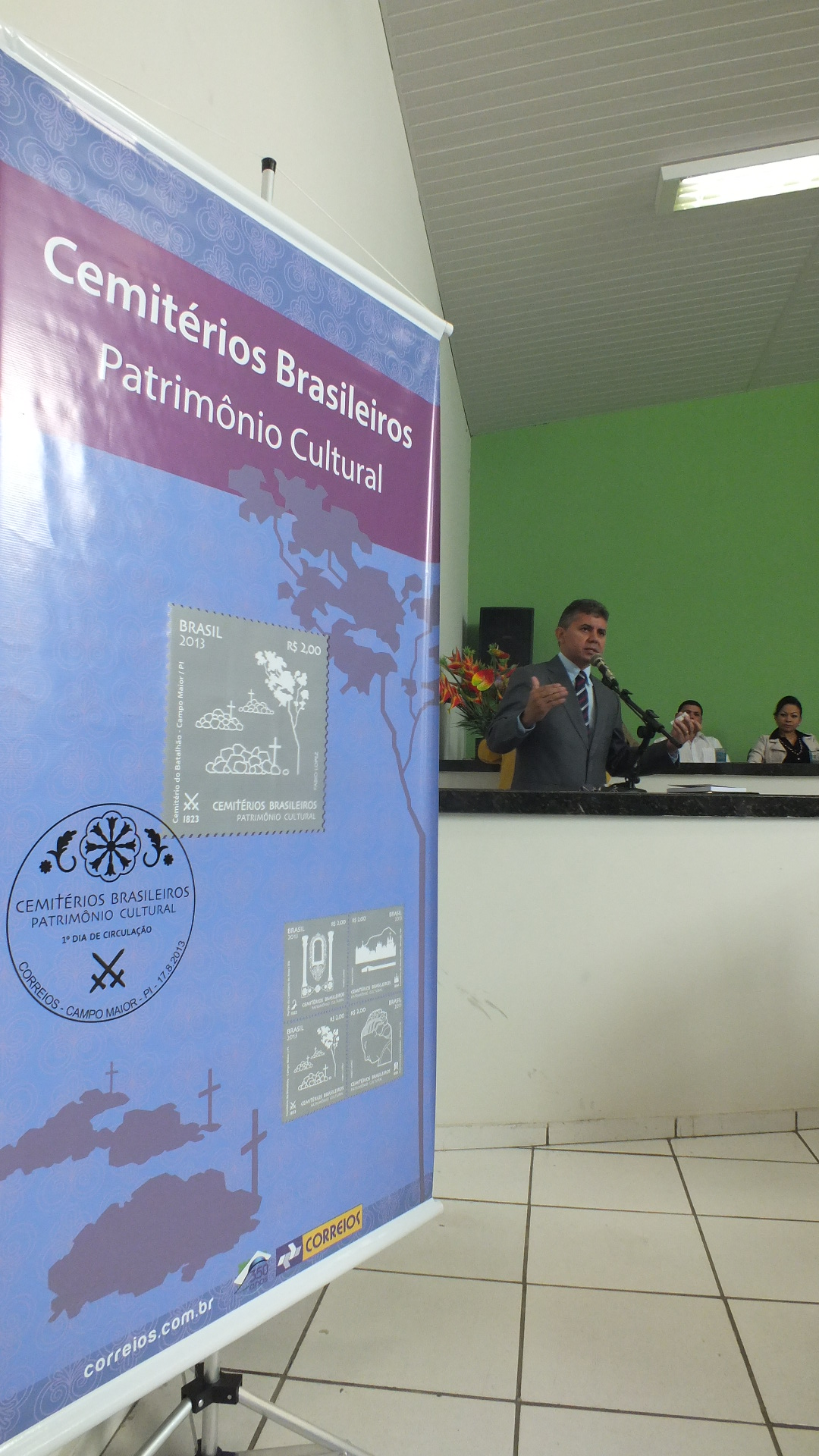
Discurso no Palácio do Jenipapo no lançamento do selo aos herois do jenipapo (foto: Assis Lima)

Seu mandato na Assembleia Legislativa foi interrompido por sua eleição para prefeito de Campo Maior na eleição suplementar de 30 de janeiro de 2011 decorrente da cassação do então prefeito. À 7 de agosto o Supremo Tribunal Federal ordena a volta de Joãozinho Félix à prefeitura e este foi empossado em 9 de agosto.[carece de fontes?]
Nas eleições de 2012 saiu vitorioso em nova disputa pela prefeitura de Campo Maior com 15.586 votos (57,90% do total).

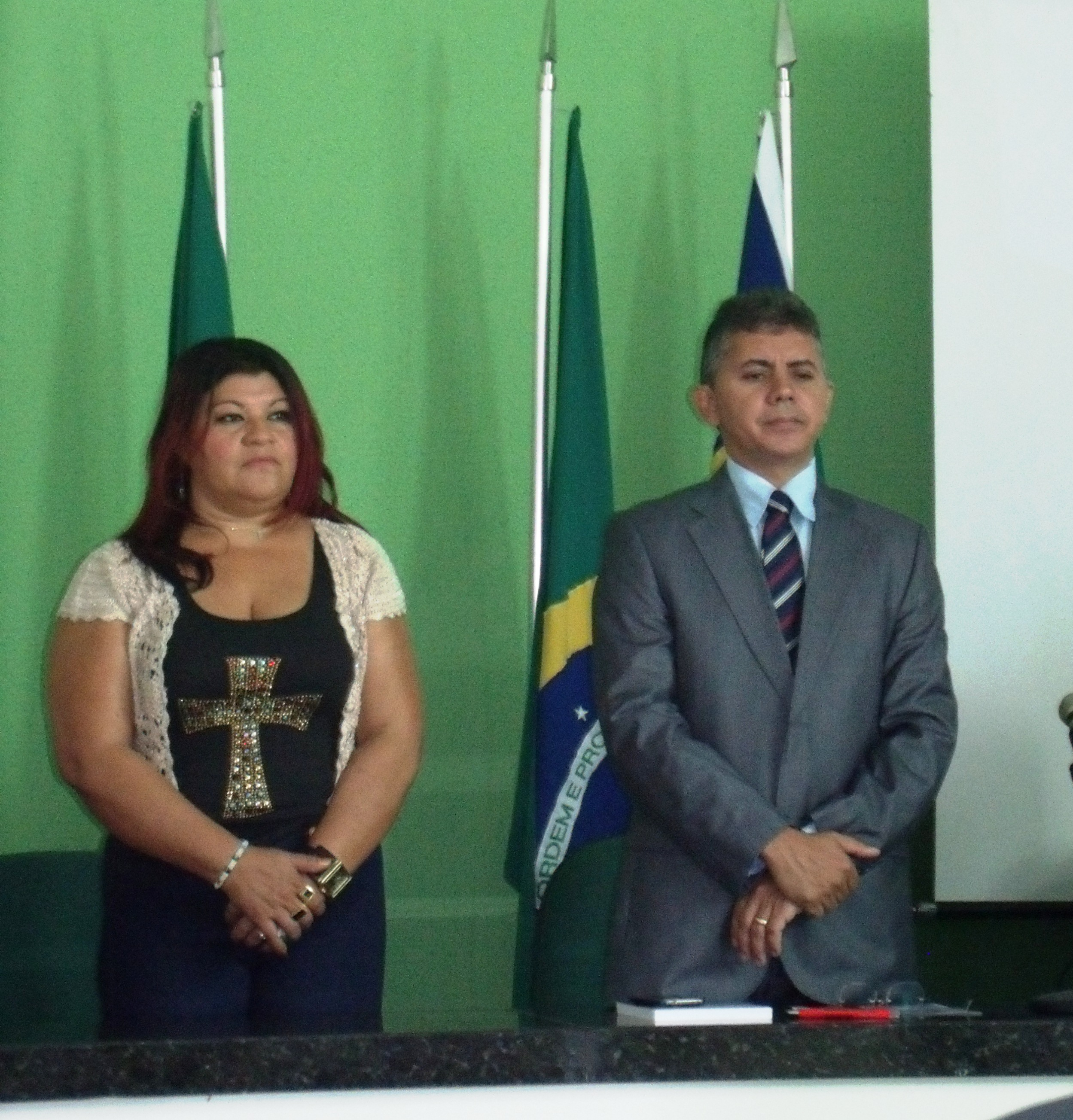
Paulo Martins e a vice-prefeita Sílvia Brito (Sílvia do Caú)
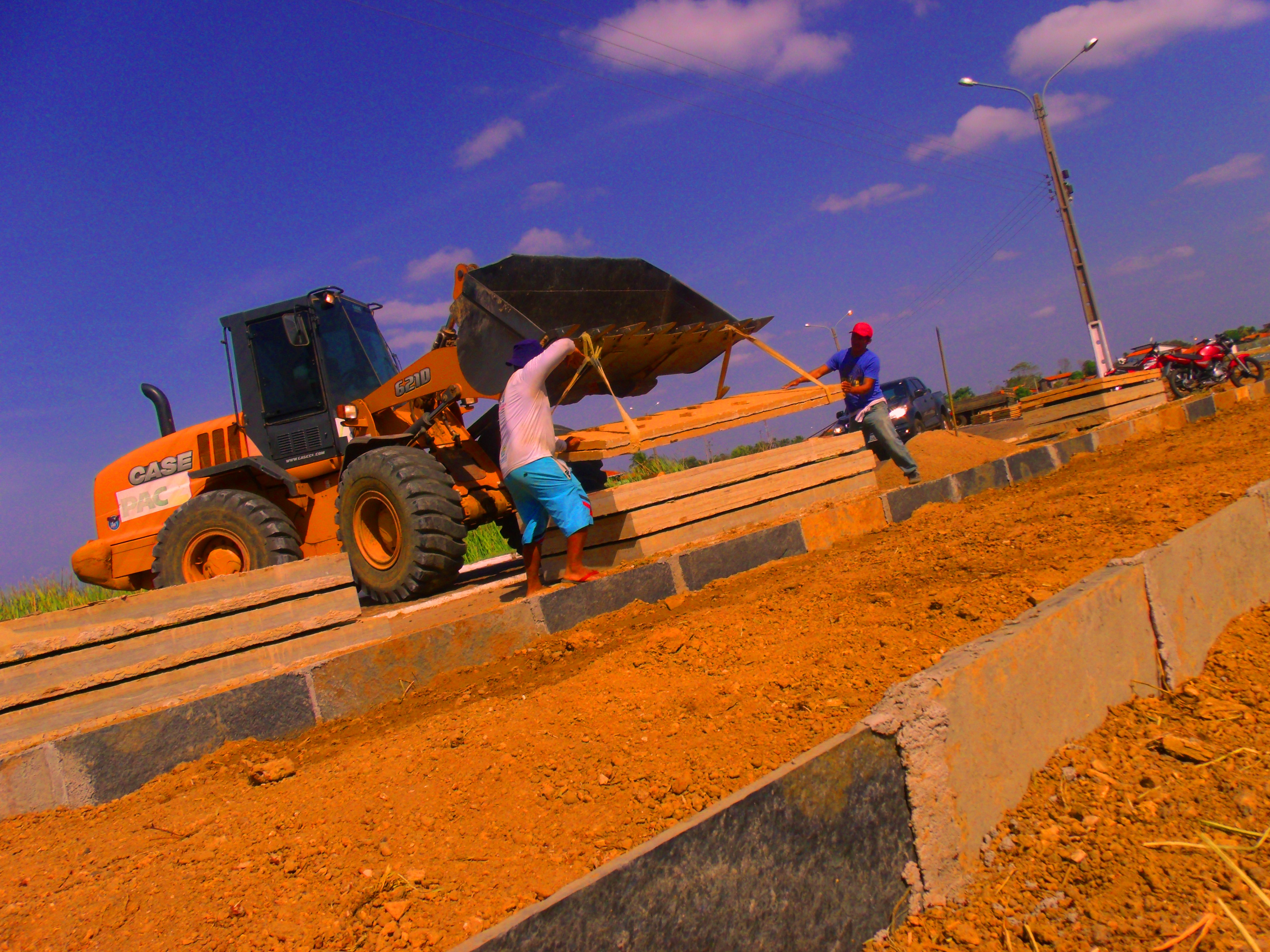
Construção da passarela na orla do açude grande, com laje típica da arquitetura piauiense.
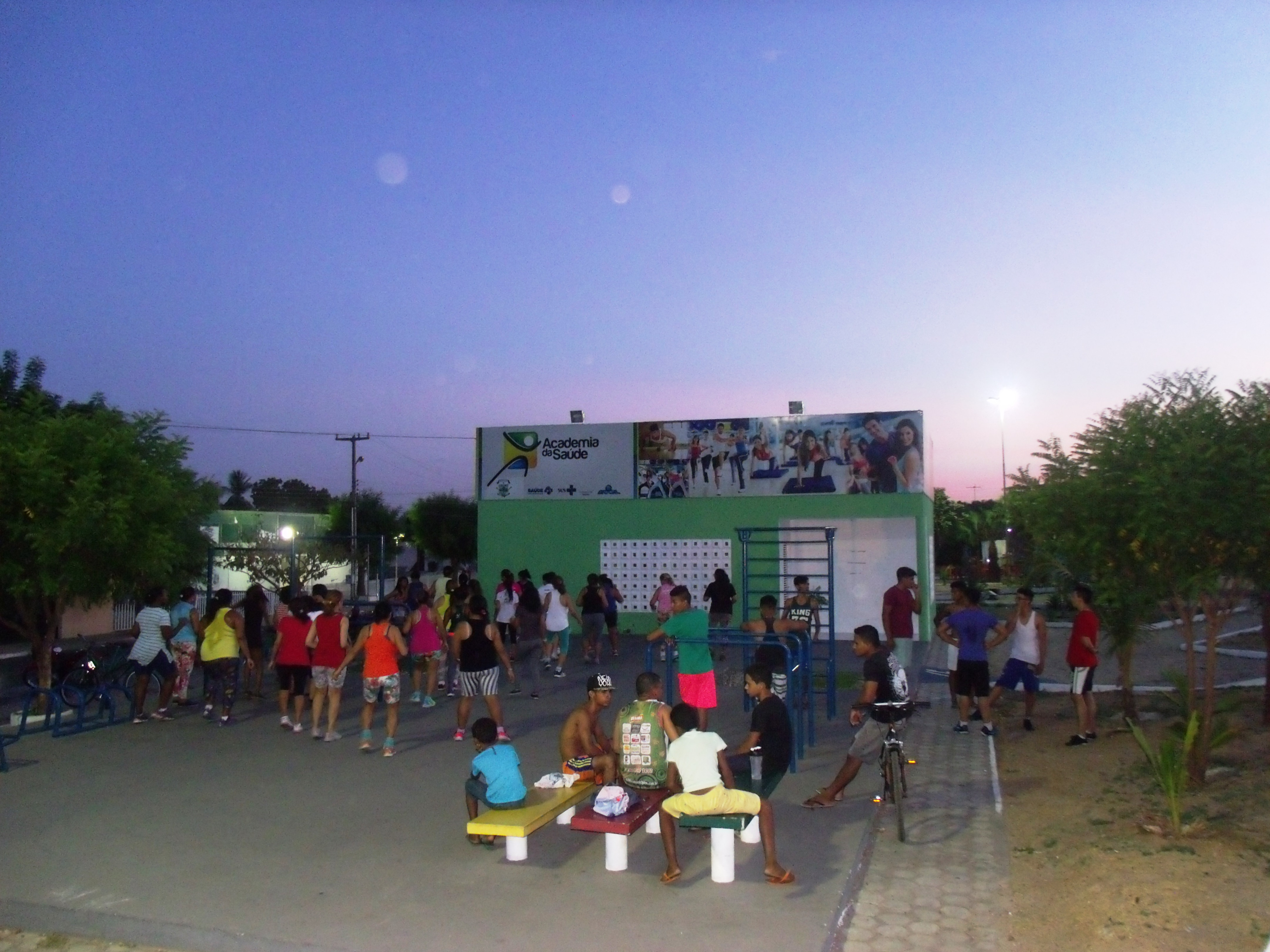
Academia de saúde em praça pública feita na gestão Paulo Martins
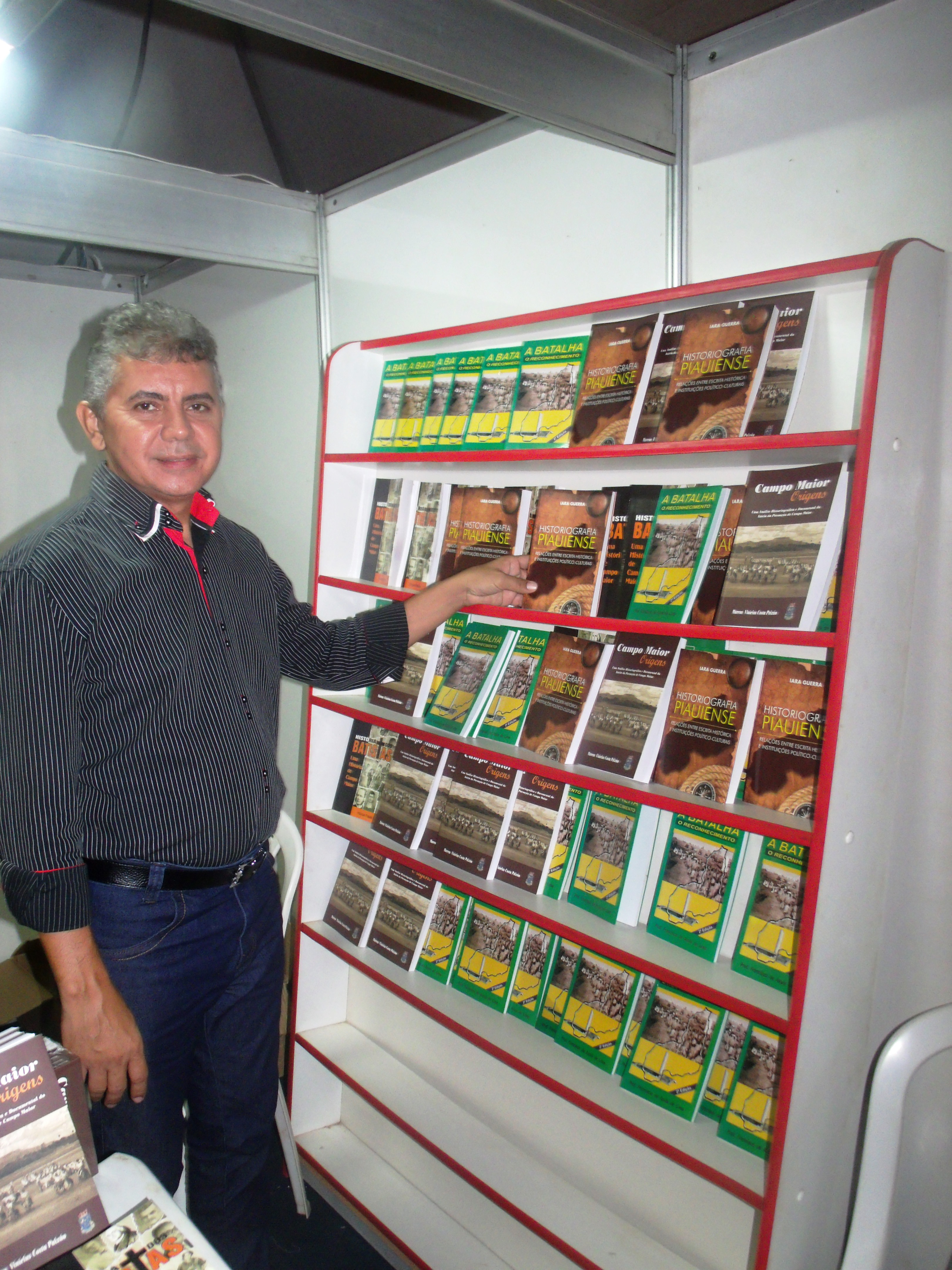
No 1º Salão do Livro de Campo Maior-SALICAM (março de 2016)